# Protosteira achroa
Protosteira achroa är en fjärilsart som beskrevs av Louis Beethoven Prout 1935. Protosteira achroa ingår i släktet Protosteira och familjen mätare. Inga underarter finns listade i Catalogue of Life.